# NGC 3477
NGC 3477 est une lointaine et vaste galaxie lenticulaire (spirale selon la base de données NASA/IPAC) vue par la tranche et située dans la constellation du Lion. NGC 3477 a été découverte par l'astronome allemand Albert Marth en 1865.

## Caractéristiques
Sa vitesse par rapport au fond diffus cosmologique est de 10 670 ± 25 km/s, ce qui correspond à une distance de Hubble de 157 ± 11 Mpc (∼512 millions d'al).
Selon la base de données Simbad, NGC 3477 est une galaxie LINER, c'est-à-dire une galaxie dont le noyau présente un spectre d'émission caractérisé par de larges raies d'atomes faiblement ionisés.